# Hoa tím lá mác
Hoa tím lá mác hay còn gọi hoa tím nhọn (danh pháp khoa học: Viola betonicifolia) là một loài thực vật có hoa trong họ Hoa tím. Loài này được Sm. miêu tả khoa học đầu tiên năm 1817.

## Hình ảnh

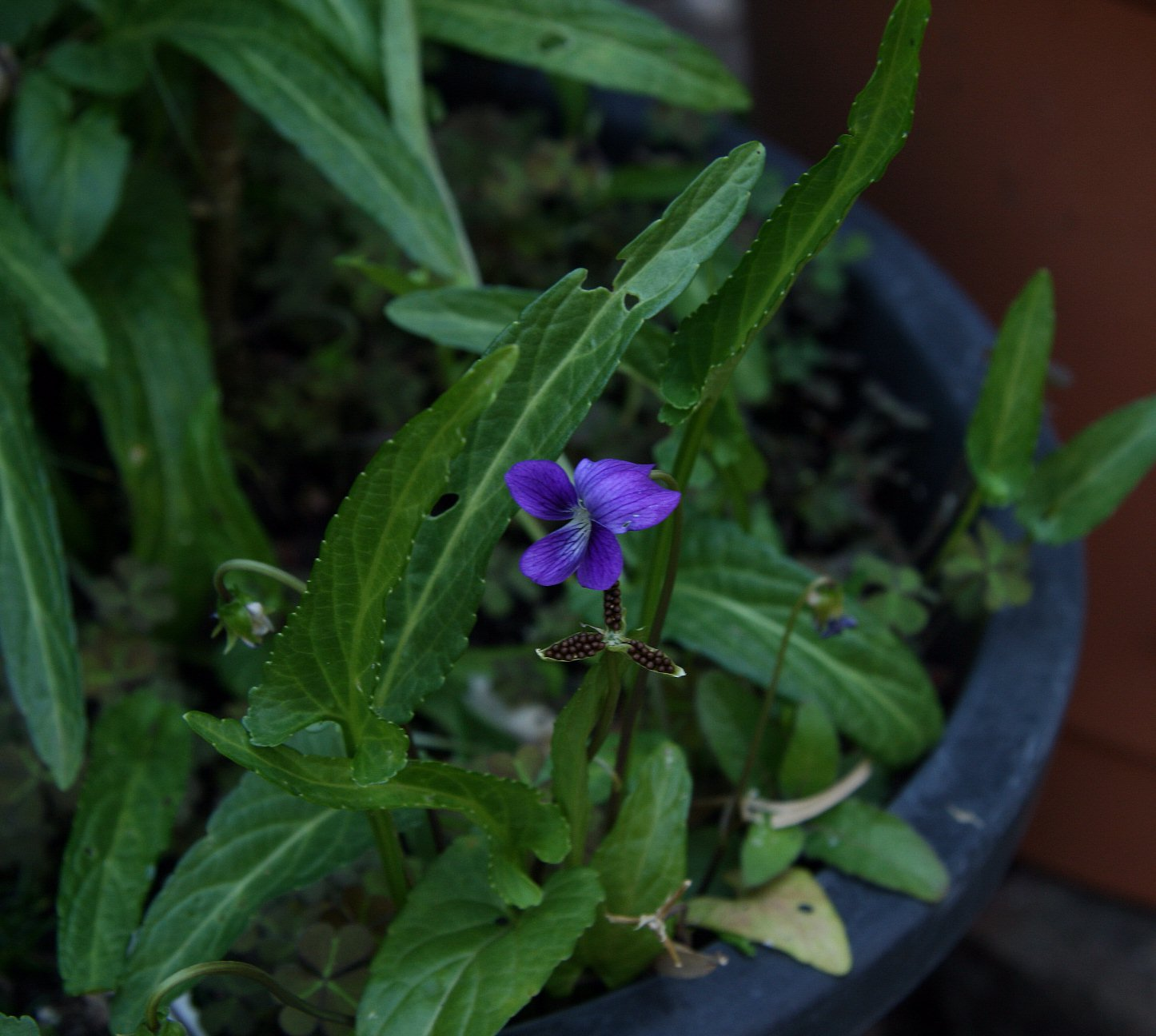
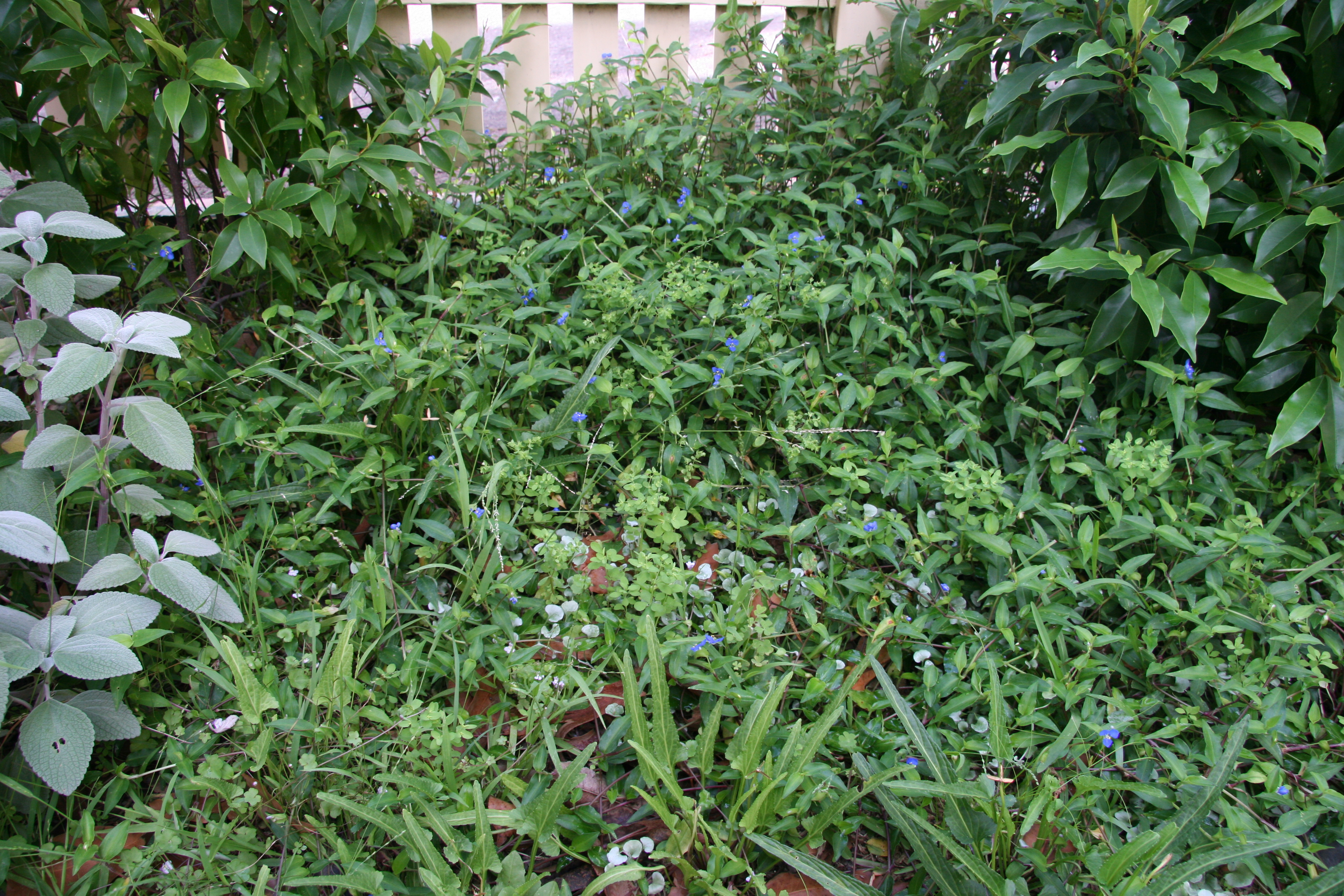
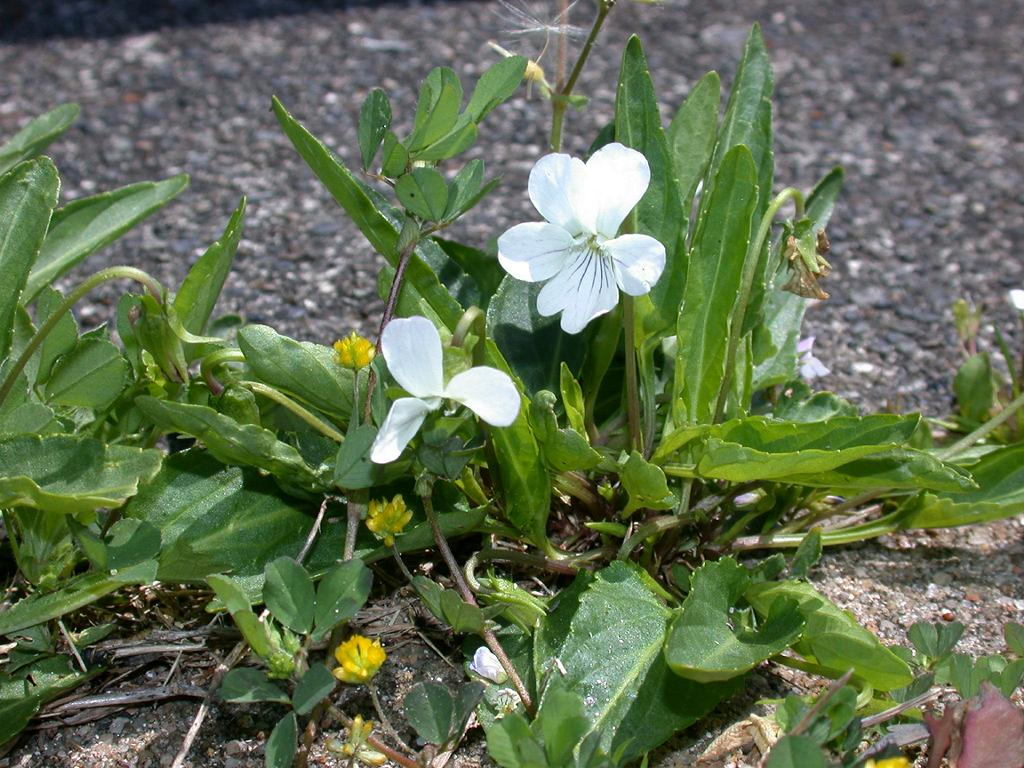